# Caldas de Reis (kommunhuvudort)
Caldas de Reis är en kommunhuvudort i Spanien.   Den ligger i provinsen Provincia de Pontevedra och regionen Galicien, i den nordvästra delen av landet, 500 km nordväst om huvudstaden Madrid. Caldas de Reis ligger 88 meter över havet och antalet invånare är 10 036.
Terrängen runt Caldas de Reis är huvudsakligen kuperad, men åt sydväst är den platt. Runt Caldas de Reis är det ganska tätbefolkat, med 67 invånare per kvadratkilometer. Närmaste större samhälle är Vilagarcía de Arousa, 10,7 km väster om Caldas de Reis. I omgivningarna runt Caldas de Reis växer i huvudsak blandskog.